# Monocephalus
Monocephalus Smith, 1906 è un genere di ragni appartenente alla famiglia Linyphiidae.

## Distribuzione
Le due specie oggi attribuite a questo genere sono state rinvenute in Europa: la specie dall'areale più vasto è M. fuscipes reperita in un numero maggiore di località europee.
In Italia settentrionale sono stati rinvenuti alcuni esemplari di M. fuscipes . Secondo l'aracnologo Tanasevitch sono stati rinvenuti in Italia anche esemplari di M. castaneipes 

## Tassonomia
Rimosso dalla sinonimia con Plaesiocraerus Simon, 1884 (genere confluito in Diplocephalus (Bertkau, 1883)) a seguito di un lavoro dell'aracnologo Denis del 1949.
A dicembre 2011, si compone di due specie:
- Monocephalus castaneipes (Simon, 1884) — Europa
- Monocephalus fuscipes (Blackwall, 1836)[5] — Europa

### Sinonimi
- Monocephalus polliculatus Hull, 1950; questi esemplari sono stati riconosciuti sinonimi di M. castaneipes (Simon, 1884) a seguito di una comunicazione dell'aracnologo Millidge, in un lavoro di Brignoli del 1983[1].

### Specie trasferite
- Monocephalus parasiticus (Westring, 1851); trasferita al genere Thyreosthenius Simon, 1884.